# Lisa Origliasso
Lisa Marie Origliasso (Albany Creek, 1984. december 25. –) ausztrál énekesnő, dalszerző, színésznő és divattervező. Albany Creekben (Ausztrália) nőtt fel ikertestvére, Jessica Origliasso mellett, akivel már fiatalon rengeteg fellépést tudhattak magukénak. A 2000-es években lettek népszerűek, miután megalakítottak a The Veronicast.
Némi színészi tapasztalatot is szerzett 2001-ben, hiszen a Cybergirlben Sapphire Buxton-ként szerepelhetett. 2007-ben divattervezőként tevékenykedett testvérével; létrehoztak a Target számára egy divatkollekciót, mely a 7 és 14 év közötti lányokat célozta meg. Lisát Nu:U, Calvin Klein, Keds és Estée Lauder támogatta.
2010 végén Lisa és Tyler Bryant demókat adtak ki Tumblrön keresztül.